# Piptochaetium confusum
Piptochaetium confusum är en gräsart som beskrevs av Parodi. Piptochaetium confusum ingår i släktet Piptochaetium och familjen gräs. Inga underarter finns listade i Catalogue of Life.